# Judith Arndt

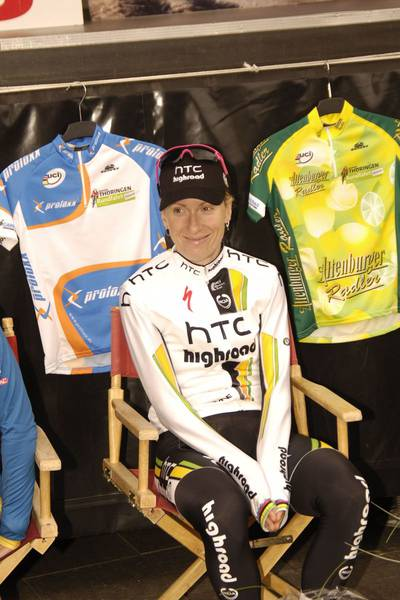
Judith Arndt, 2011

Judith Arndt, född den 23 juli 1976 i Königs Wusterhausen, Tyskland, är en tysk tävlingscyklist som tog OS-brons i bancyklingsförföljelse vid olympiska sommarspelen 1996 i Atlanta, OS-silver i linjeloppet vid olympiska sommarspelen 2004 i Aten och OS-silver i tempoloppet vid olympiska sommarspelen 2012 i London.
Från 1996 levde hon i ett förhållande med Petra Rossner, som vann guld OS 1992. I samband med världsmästerskapen 2012, efter vilka hon avslutade sin cykelkarriär, flyttade hon till Australien för att leva med den australiska cyklisten Anna Wilson.